# COVID-19 và ung thư
Ung thư là một trong những bệnh nền làm tăng nguy cơ COVID-19 tiến triển thành bệnh nặng.

## Nguy cơ bệnh nặng
Hệ thống Dịch vụ Y tế Quốc gia (NHS) của Anh Quốc đã cảnh báo rằng các bệnh nhân đang điều trị ung thư phổi bằng các phương pháp hóa trị và xạ trị, cùng với những bệnh nhân đang mắc ung thư tủy xương là những đối tượng dễ trở bệnh nặng nếu nhiễm COVID-19. Tại Thụy Điển, các bệnh nhân đã được hóa trị gần đây được phát hiện có nguy cơ trở nặng cao hơn khi mắc COVID-19.

## Khuyến cáo
Hiệp hội Ung thư Y tế châu Âu (ESMO) khuyến cáo các chuyên gia về ung thư nên chuẩn bị sẵn sàng điều chỉnh những thói quen y khoa trong đại dịch COVID-19. Hiệp hội này khuyến cáo khi có thể thì nên sử dụng các dịch vụ y tế từ xa, giảm số lần tới cơ sở khám chữa bệnh, thay đổi các liệu pháp tiêm tĩnh mạch sang các liệu pháp tiêm dưới da hoặc qua đường uống. ESMO cũng khuyến cáo nên tư vấn cho các bệnh nhân về kiểm soát nhiễm khuẩn.
NHS tại Anh nhấn mạnh rằng các quyết định đối với từng bệnh nhân cần phải được đưa ra bởi các nhóm liên ngành. NHS cũng đã lập các nhóm ưu tiên cho những bệnh nhân đang được điều trị ung thư nhằm tăng khả năng ưu tiên điều trị cho họ.
Hiệp hội Ung thư Ngoại khoa châu Âu khuyến cáo không tiếp đón các bệnh nhân ung thư trên 70 tuổi tại các cơ sở y tế, trừ trường hợp khẩn cấp.